# Офушино
Офушино — деревня в Киржачском районе Владимирской области России, входит в состав Кипревского сельского поселения. 

## География
Деревня расположена в 15 км на юго-восток от центра поселения деревни Кипрево и в 18 км на восток от райцентра города Киржач.

## История
В XIX — начале XX века деревня входила в состав Фуниково-Горской волости Покровского уезда, с 1926 года — в составе Овчининской волости Александровского уезда. В 1859 году в деревне числилось 40 дворов, в 1905 году — 43 дворов, в 1926 году — 49 дворов.
С 1929 года деревня являлась центром Офушинского сельсовета Киржачского района, с 1940 года — в составе Халинского сельсовета, с 1954 года — в составе Хмелевского сельсовета, с 1969 года — в составе Новоселовского сельсовета, с 2005 года — в составе Кипревского сельского поселения.

## Население
| 1859 | 1905 | 1926 | 2002 | 2010 | 2021 |
| ---- | ---- | ---- | ---- | ---- | ---- |
| 278  | ↘202 | ↗232 | ↘5   | →5   | ↘0   |